# Олимп (катер)
«Оли́мп» — морской катер, спроектированный и построенный на Ленинградском экспериментальном заводе спортивного судостроения специально для судейства и обслуживания парусных регат по заказу Спорткомитета СССР для Олимпийского парусного центра в Сочи на Летних Олимпийских играх 1980 года.
Из-за отсутствия финансирования этот катер остался в единственном экземпляре.
| Технические характеристики                   | Показатели                                              |
| -------------------------------------------- | ------------------------------------------------------- |
| Длина наибольшая, м                          | 9                                                       |
| Ширина наибольшая, м                         | 3                                                       |
| Высота борта на миделе, м                    | 1,46                                                    |
| Угол килеватости днища на транце             | 12°                                                     |
| Полное водоизмещение, т                      | 5                                                       |
| Два дизельных двигателя «Вольво-Пента», л.с. | по 130                                                  |
| Скорость хода с полной нагрузкой, км/ч       | 43                                                      |
| Материал корпуса                             | 2 слоя авиационной фанеры с оклеиванием стеклопластиком |